# ジェムカ
ジェムカ株式会社は、山口県萩市にある総合リサイクル型廃棄物処理プラントの会社である。

## 概要
- 会社設立年月・・・・・平成5年11月（平成14年にロータリーキルン＋ストーカ炉に変更）
- 資本金・・・・・30,000万円
- 総従業員数・・・・・32名
- リサイクル部門従業員数・・・・・8名

## 設備名称・能力
- 焼却（エネルギー回収）・・・・90ｔ/日
- 破砕・・・・破砕20ｔ/日2基、24ｔ/日1基
- 圧縮減容（ラウンドベーリングプレスシステム）・・・・40ｔ/日
- 減容固形化（RPFシステム）・・・・24ｔ/日
- 汚泥、動植物性残リサイクルシステム設備・・・・トータル・150/（24H）

## この施設で処理出来る品目
産業廃棄物
- 廃プラスチック類
- ゴムくず
- 繊維くず
- 紙くず
- 木くず
- 金属くず
- ガラス及び陶磁器くず
- 廃油
- 特管廃油
- 有機性汚泥
- 動植物性残渣
- 動物の糞尿
- 感染性廃棄物

一般廃棄物
- プラスチック類等の可燃ごみ
- 家具等の可燃粗大ゴミ
- し尿処理汚泥
- 集落廃水処理汚泥